# トリプルエス
株式会社トリプルエスはかつて東京都中央区に存在した企業。
独自メソッドを利用した企業の戦略策定を売りにしていた経営コンサルティング企業であったが2008年2月に実質上倒産をした。
Perspective Integration（通称PI）という独自メソッドで、あらゆる業種・業態の企業および官庁の戦略を策定できるとしていた。
Perspective Integration（通称PI）は既存の統計手法の他に代表者の山鳥忠司が米国国防省の軍事顧問から学んだとされる「感覚投入法」という手法を使うのが特徴である。
感覚投入法は定性的なデータも数値化する事ができ、それで分析ができるとしていた。
定量的なデータを用いた統計手法に加え、経営者の「感覚」を反映するから（未来が）「ズバスバ当たる」というのが売りであった。
その斬新性で創業期から船井総合研究所、ビジネスブレイン太田昭和、NTTデータ経営研究所などと業務提携するも成果をあげることなくほどなく解消している。
その後しばらく経営不振が続き社員への給与も遅配するような状態であったが、2005年8月に株式の第三者割当によりクインランド（ヘラクレス上場：当時）の出資を受け財務体質を改善。
同社のDMES事業の一角を担うものと期待されていたが、急拡大を続けていたクインランドの業績悪化にともない目立ったシナジー効果を発揮する事がないまま2007年10月にクインランドが倒産した。
トリプルエスも多額の開発費をかけて開発した競馬予測システムやパチンコ出玉予測システムを試験稼働させるも期待通りの成果をあげる事ができなかった。
これらのシステムの開発費が回収できぬまま経営を圧迫しているところに売掛金を差し押さえされるという事態が発生。
これにより資金がショートして実質上の経営ができなくなり2008年2月に全従業員を解雇して事実上の倒産状態になった。